# Élections législatives taïwanaises de 2024
Les élections législatives taïwanaises de 2024 ont lieu le 13 janvier 2024 en même temps que l'élection présidentielle afin de renouveler les 113 membres du parlement de Taïwan, le Yuan législatif.
S'il se maintient en tête en nombre de voix, le Parti démocrate progressiste (DPP) perd sa majorité absolue des sièges, sans pour autant la concéder au principal parti d'opposition, le Kuomintang (KMT), en raison de la bonne progression du Parti populaire taïwanais (TPP), qui provoque une situation de parlement sans majorité qui place ce dernier en position de faiseur de rois.

## Contexte
Les élections législatives de janvier 2020  voient la victoire du Parti démocrate progressiste au pouvoir, qui conserve la majorité absolue des sièges malgré un léger recul. Le scrutin voit également l'entrée au parlement du Parti populaire taïwanais et du Parti pour la construction de l'État de Taïwan, respectivement arrivé troisième  et sixième lors de leur première participation à un scrutin national. Le Qinmindang perd en revanche toute représentation au parlement.
Un total de 19 566 007 électeurs figurent sur les listes électorales pour les élections législatives de 2024, soit 17 476 de plus que pour l'élection présidentielle pourtant organisée le même jour, en raison d'un décalage de deux mois entre la durée minimale de résidence permettant de participer aux scrutins. Celle-ci est ainsi fixée à six mois pour l'élection présidentielle, mais de quatre seulement pour les législatives.

## Système électoral

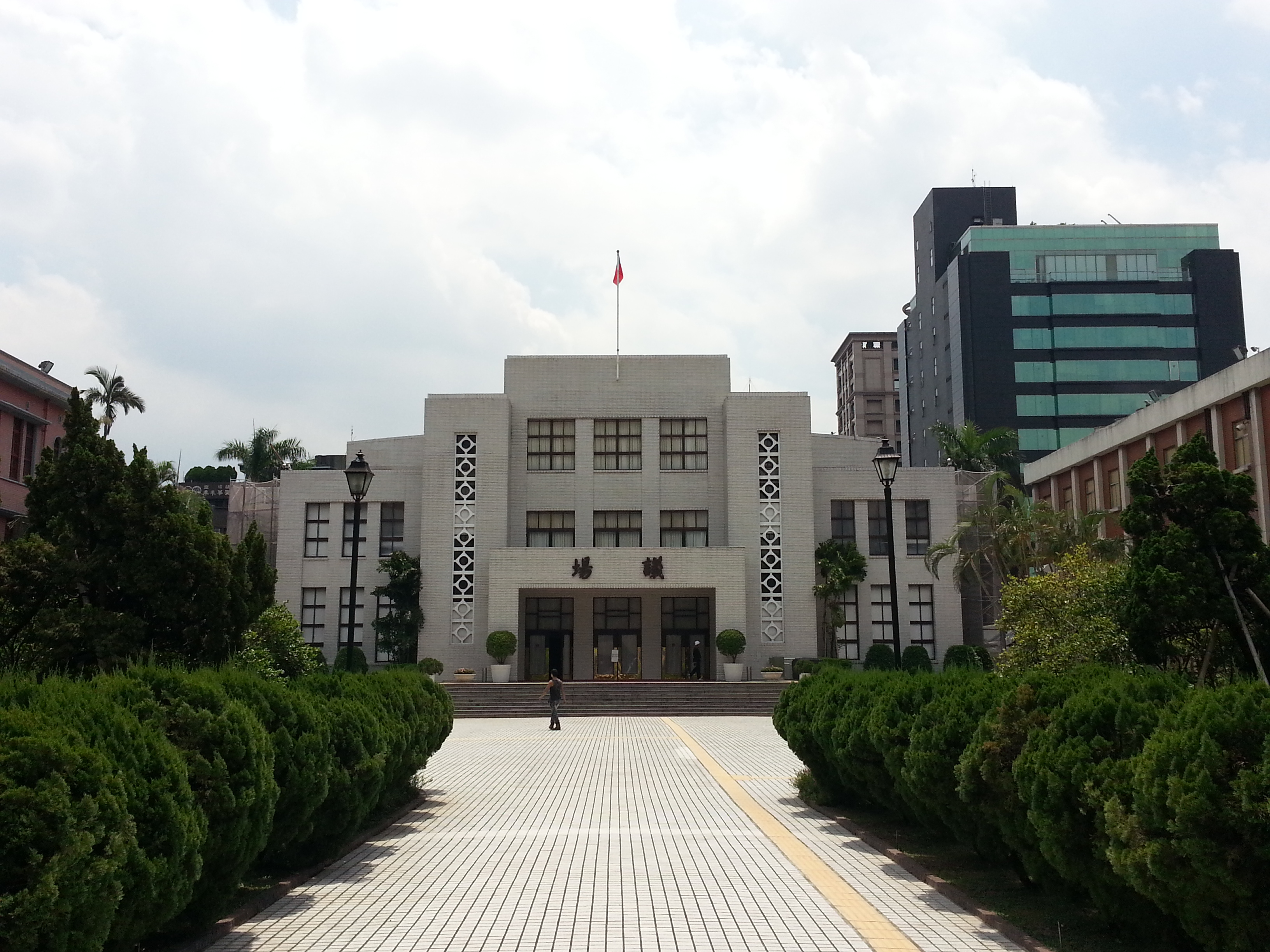
Entrée du parlement.

Taïwan est doté d'un parlement unicaméral, le Yuan législatif, composé de 113 sièges pourvus pour quatre ans selon un scrutin parallèle. Sur ce total, 79 sièges sont ainsi pourvus au scrutin majoritaire, dont 73 au scrutin uninominal majoritaire à un tour dans autant de circonscriptions et six sièges au vote unique non transférable dans deux circonscriptions de trois sièges chacune, ces dernières étant réservées aux citoyens aborigènes. Les électeurs votent pour un candidat dans leur circonscription, et les trois candidats arrivés en tête sont déclarés élus.
Enfin, les 34 sièges restants sont pourvus au scrutin proportionnel plurinominal avec listes fermées et seuil électoral de 5 % dans une unique circonscription nationale. Après décomptes des voix, les sièges sont répartis entre tous les partis ayant franchi le seuil électoral selon la méthode du plus fort reste, en appliquant le quota de Hare. Un quota de 50 % de députés de l'un ou l'autre sexe est appliqué sur les sièges ainsi élus à la proportionnelle,.
Les circonscriptions électorales sont révisées tous les dix ans par la Commission électorale centrale (CEC) pour prendre en compte les variations de population, sur la base d'un recensement effectué deux ans et deux mois avant la fin de la législature en cours. Les changements sont rendus publics 20 mois avant les élections concernées par la nouvelle répartition. La dernière révision a ainsi eu lieu avant les élections législatives de janvier 2020.

## Forces en présences
| Parti | Parti                                                   | Coalition             | Idéologie                                                                                                 | Chef de file | Résultat en 2020            |
| ----- | ------------------------------------------------------- | --------------------- | --- | ------------ | --------------------------- |
|       | Parti démocrate progressiste 民主進步黨, (PDP)          | Pan-verte             | Centre gauche Pro-indépendance, social-libéralisme, progressisme, libéralisme                             | Lai Ching-te | 33,98 % des voix 61 députés |
|       | Kuomintang 中國國民黨, (KMT)                            | Pan-bleue             | Centre droit Pro-rapprochement avec Pékin, trois principes du peuple, nationalisme chinois, conservatisme | Eric Chu     | 33,36 % des voix 38 députés |
|       | Parti populaire taïwanais 台灣民眾黨                    | Aucune                | Centre Centrisme, pluralisme, libéralisme                                                                 | Ko Wen-je    | 11,22 % des voix 5 députés  |
|       | Parti du nouveau pouvoir 時代力量                       | Aucune, Pro-Pan-verte | Centre gauche Pro-indépendance, politique de la jeunesse, progressisme, social-libéralisme, taïwanisation | Claire Wang  | 7,75 % des voix 3 députés   |
|       | Parti pour la construction de l'État de Taïwan 台灣基進 | Pan-verte             | Gauche Indépendantisme, Radicalisme, Progressisme                                                         | Chen Yi-chi  | 3,16 % des voix 1 député    |

## Résultats

### Nationaux
|                           |                                                |                 |                 |                 |                  |                  |                  |                  |       |               |  |  |  |  |
| Partis                    | Partis                                         | Proportionnelle | Proportionnelle | Proportionnelle | Circonscriptions | Circonscriptions | Circonscriptions | Circonscriptions | Total | +/-           |  |  |  |  |
| Partis                    | Partis                                         | Voix            | %               | Sièges          | Voix             | %                | Sièges           | Sièges réservés  | Total | +/-           |  |  |  |  |
|                           | Parti démocrate progressiste (DPP)             | 4 981 060       | 36,16           | 13              | 6 095 276        | 45,09            | 36               | 2                | 51    | 10            |  |  |  |  |
|                           | Kuomintang (KMT)                               | 4 764 293       | 34,58           | 13              | 5 401 933        | 39,96            | 36               | 3                | 52    | 14            |  |  |  |  |
|                           | Parti populaire taïwanais (TPP)                | 3 040 334       | 22,07           | 8               | 403 357          | 2,98             | 0                | 0                | 8     | 3             |  |  |  |  |
|                           | Parti du nouveau pouvoir                       | 353 670         | 2,57            | 0               | 96 589           | 0,71             | 0                | 0                | 0     | 3             |  |  |  |  |
|                           | Parti de l'égalité                             | 128 613         | 0,93            | 0               | 78 138           | 0,58             | 0                | 0                | 0     | en stagnation |  |  |  |  |
|                           | Parti vert                                     | 117 298         | 0,85            | 0               | 15 557           | 0,12             | 0                | 0                | 0     | en stagnation |  |  |  |  |
|                           | Parti pour la construction de l'État de Taïwan | 95 078          | 0,69            | 0               | 32 583           | 0,24             | 0                | 0                | 0     | 1             |  |  |  |  |
|                           | Parti du peuple d'abord                        | 69 817          | 0,51            | 0               |                  |                  |                  | 0                | 0     | en stagnation |  |  |  |  |
|                           | Parti MiLinguall                               | 44 852          | 0,33            | 0               | 55 937           | 0,41             | 0                | 0                | 0     | en stagnation |  |  |  |  |
|                           | Union pour la solidarité de Taïwan             | 43 372          | 0,31            | 0               |                  |                  |                  | 0                | 0     | en stagnation |  |  |  |  |
|                           | Nouveau parti                                  | 40 429          | 0,29            | 0               | 9 143            | 0,07             | 0                | 0                | 0     | en stagnation |  |  |  |  |
|                           | Autres partis                                  | 97 920          | 0,71            | 0               | 259 869          | 1,92             | 0                | 0                | 0     | en stagnation |  |  |  |  |
|                           | Indépendants                                   |                 |                 |                 | 1 069 758        | 7,91             | 1                | 1                | 2     | 3             |  |  |  |  |
|                           |                                                |                 |                 |                 |                  |                  |                  |                  |       |               |  |  |  |  |
| Suffrages exprimés        | Suffrages exprimés                             | 13 776 736      | 98,10           |                 | 13 518 140       | 97,41            |                  |                  |       |               |  |  |  |  |
| Votes blancs et invalides | Votes blancs et invalides                      | 267 306         | 1,90            | 359 917         | 2,59             |                  |                  |                  |       |               |  |  |  |  |
| Total                     | Total                                          | 14 044 042      | 100             | 34              | 13 878 057       | 100              | 73               | 6                | 113   | en stagnation |  |  |  |  |
| Abstentions               | Abstentions                                    | 5 521 965       | 28,22           |                 | 5 590 912        | 28,22            |                  |                  |       |               |  |  |  |  |
| Inscrits / participation  | Inscrits / participation                       | 19 566 007      | 71,78           | 19 468 969      | 71,28            |                  |                  |                  |       |               |  |  |  |  |

### Sièges réservés
Ci-dessous les résultats dans les deux circonscriptions réservés aux aborigènes, inclus dans le tableau de synthèse des résultats nationaux par circonscription, avec le détail des sièges sous la colonne « sièges réservés ».
| Partis                    | Partis                         | Basse-terre | Basse-terre | Basse-terre | Haute-terre | Haute-terre | Haute-terre | Total | +/-           |  |
| Partis                    | Partis                         | Voix        | %           | Sièges      | Voix        | %           | Sièges      | Total | +/-           |  |
| ------------------------- | ------------------------------ | ----------- | ----------- | ----------- | ----------- | ----------- | ----------- | ----- | ------------- |  |
|                           | Kuomintang                     | 623 329     | 54,87       | 2           | 43 588      | 30,22       | 1           | 3     | en stagnation |  |
|                           | Parti démocrate progressiste   | 27 431      | 23,04       | 1           | 31 874      | 22,10       | 1           | 2     | en stagnation |  |
|                           | Parti du renouveau             | 1 055       | 0,89        | 0           |             |             |             | 0     | en stagnation |  |
|                           | Nouveau parti                  | 863         | 0,72        | 0           |             |             |             | 0     | en stagnation |  |
|                           | Parti populaire taïwanais      |             |             |             | 6 143       | 4,26        | 0           | 0     | en stagnation |  |
|                           | Parti de la réforme judiciaire |             |             |             | 351         | 0,24        | 0           | 0     | en stagnation |  |
|                           | Indépendants                   | 24 385      | 20,48       | 0           | 61 808      | 42,86       | 1           | 1     | en stagnation |  |
|                           |                                |             |             |             |             |             |             |       |               |  |
| Suffrages exprimés        | Suffrages exprimés             | 119 063     | 97,32       |             | 144 214     | 98,27       |             |       |               |  |
| Votes blancs et invalides | Votes blancs et invalides      | 3 280       | 2,68        | 2 536       | 1,73        |             |             |       |               |  |
| Total                     | Total                          | 122 343     | 100         | 3           | 146 750     | 100         | 3           | 6     | en stagnation |  |
| Abstentions               | Abstentions                    | 87 693      | 41,75       |             | 81 414      | 35,68       |             |       |               |  |
| Inscrits / participation  | Inscrits / participation       | 210 036     | 58,25       | 228 164     | 64,32       |             |             |       |               |  |

## Analyse
Le Parti démocrate progressiste (DPP) arrive de nouveau légèrement en tête en nombre de voix mais perd sa majorité absolue des sièges, un résultat réflété par la victoire de son candidat, Lai Ching-te, à l'élection présidentielle organisée le même jour, sans que celui ci ne réunisse cependant la majorité absolue des suffrages, une première depuis près de 25 ans,. 
Le principal parti d'opposition, le Kuomintang (KMT), même s'il arrive en tête en nombre de sièges, ne décroche pas pour autant la majorité lui-même, le scrutin étant marqué par les résultats en hausse du Parti populaire taïwanais (TPP), qui provoque une situation de parlement sans majorité qui le place en position de faiseur de rois. Son candidat à la présidence, Ko Wen-je, se félicite ainsi de ces résultats, qui marquent selon lui la fin du bipartisme entre le DPP et le KMT.
Lors de la session inaugurale de la nouvelle assemblée le 1er février 2024, l'absence de majorité aboutit à deux tentatives d'élection d'un président de l'assemblée, qui échouent toute deux du fait de l'abstention des huit députés du TPP au second tour. À la troisième tentative, le candidat du KMT Han Kuo-yu l'emporte finalement sur You Si-kun et Huang Shan-shan, respectivement candidats du DPP et du TPP, grâce aux voix déterminante des deux députés indépendants. Le KMT voit également l'emporter son candidat à la vice-présidence de l'assemblée, Johnny Chiang.